# Кретей — Префектюр (станция метро)
Кретей — Префектюр (фр. Créteil - Préfecture) — станция линии 8 Парижского метрополитена, расположенная в городе Кретей. Названа по расположению рядом с мэрией города и префектурой департамента Валь-де-Марн, от которых и получила название. Также поблизости от станции расположены Дворец искусств и культуры Кретея и озеро Кретей.

## История
- Станция открылась 10 сентября 1974 года в конце пускового участка Кретей — Л'Эша — Кретей — Префектюр линии 8. До 8 октября 2011 года станция была конечной на линии.
- Пассажиропоток по станции по входу в 2011 году, по данным RATP, составил 4 865 573 человек[3]. В 2012 году этот показатель снизился до 4 443 410 пассажиров[4] за счёт запуска новой станции метро «Пуэнт-дю-Лак», однако в 2015 году общегодовой пассажиропоток снова вырос до 4 986 457 пассажиров (84 место по уровню входного пассажиропотока в Парижском метро)[5].

## Путевое развитие
Станция состоит из трёх путей. К северу от станции западный путь продолжается вытяжным тупиком, а к югу располагается однопутный оборотный тупик (ранее он был трёхпутным, но в 2011 году от боковых путей тупика был открыт перегон Кретей — Префектюр — Пуэнт-дю-Лак).